# Producto (matemáticas)
En matemáticas, un producto es el resultado de una multiplicación, o una expresión que identifica objetos (números o variables) que se deben multiplicar, llamados factores. Por ejemplo, 21 es el producto de 3 y 7 (el resultado de la multiplicación), y {\displaystyle x\cdot (2+x)} es el producto de {\displaystyle x} y de {\displaystyle (2+x)} (lo que indica que los dos factores se deben multiplicar uno por otro). Cuando uno de los factores es un número entero, el producto se llama múltiplo.
El orden en el que se multiplican los números reales o los números números complejos no tiene relación con la expresión del producto, lo que se conoce como la ley conmutativa de la multiplicación. Cuando se multiplican matrices o elementos de varias álgebras asociativas, el producto generalmente depende del orden de los factores. La multiplicación de matrices, por ejemplo, no es conmutativa, y tampoco lo es la multiplicación en otras álgebras en general.
Existen muchos tipos diferentes de productos en matemáticas: además de poder multiplicar simplemente números, polinomios o matrices, también se pueden definir productos sobre muchas estructuras algebraicas diferentes.

## Producto de dos números
Originalmente, un producto era y sigue siendo el resultado de la multiplicación de dos o más números. Por ejemplo, 15 es el producto de 3 y 5. El teorema fundamental de la aritmética establece que cada número compuesto es un producto de números primos, es decir, es único si se exceptúa el orden de los factores.
Con la introducción de la notación matemática y las variables a finales del siglo XV, se volvió común considerar la multiplicación de números que no están especificados (coeficientes y parámetros) o que se pueden encontrar (incógnitas). Estas multiplicaciones que no se pueden realizar de manera efectiva se denominan productos. Por ejemplo, en la ecuación de primer grado {\displaystyle ax+b=0,} el término {\displaystyle ax} denota el producto del coeficiente {\displaystyle a} y la incógnita {\displaystyle x.}
Posteriormente, y en especial a partir del siglo XIX, se han introducido nuevas operaciones binarias, que no involucran únicamente un par de cifras, y que se han llamado productos, como por ejemplo, el producto escalar. La mayor parte de este artículo está dedicada a estos productos no numéricos.

## Sucesión producto
El operador del producto de una sucesión se denota por la letra griega mayúscula pi Π (en analogía con el uso de la sigma mayúscula Σ como símbolo de un sumatorio). Por ejemplo, la expresión {\displaystyle \textstyle \prod _{i=1}^{6}i^{2}} es otra forma de escribir {\displaystyle 1\cdot 4\cdot 9\cdot 16\cdot 25\cdot 36}.
El producto de una sucesión que consta de un solo número es simplemente ese número en sí mismo; el producto de ningún factor en absoluto se conoce como producto vacío, y es igual a 1.

## Anillos conmutativos
Los anillos conmutativos poseen en su estructura una operación de producto.

### Clases de residuos de números enteros
Las clases de residuos en los anillos {\displaystyle \mathbb {Z} /N\mathbb {Z} } se pueden sumar:
{\displaystyle (a+N\mathbb {Z} )+(b+N\mathbb {Z} )=a+b+N\mathbb {Z} }
y multiplicar:
{\displaystyle (a+N\mathbb {Z} )\cdot (b+N\mathbb {Z} )=a\cdot b+N\mathbb {Z} }

### Convolución

La convolución de la onda cuadrada consigo misma da la función triangular

Dos funciones de los números reales sobre sí mismos se pueden multiplicar de otra manera, llamada convolución.
Si
{\displaystyle \int \limits _{-\infty }^{\infty }|f(t)|\,\mathrm {d} t<\infty \qquad {\mbox{y}}\qquad \int \limits _{-\infty }^{\infty }|g(t)|\,\mathrm {d} t<\infty ,}
entonces la integral
{\displaystyle (f*g)(t)\;:=\int \limits _{-\infty }^{\infty }f(\tau )\cdot g(t-\tau )\,\mathrm {d} \tau }
está bien definida y se llama convolución.
Bajo la transformada de Fourier, la convolución se convierte en la multiplicación de funciones punto a punto.

### Anillos de polinomios
El producto de dos polinomios se define de la forma siguiente:
{\displaystyle \left(\sum _{i=0}^{n}a_{i}X^{i}\right)\cdot \left(\sum _{j=0}^{m}b_{j}X^{j}\right)=\sum _{k=0}^{n+m}c_{k}X^{k}}
con
{\displaystyle c_{k}=\sum _{i+j=k}a_{i}\cdot b_{j}}

## Productos en álgebra lineal
Hay muchos tipos diferentes de productos en álgebra lineal. Algunos de ellos tienen nombres confusamente similares (producto externo, producto exterior) con significados muy diferentes, mientras que otros tienen nombres muy diferentes (producto tensorial, producto de Kronecker) y, sin embargo, transmiten esencialmente la misma idea. En las siguientes secciones se ofrece una breve descripción general de estas operaciones.

### Multiplicación escalar
Por la propia definición de un espacio vectorial, se puede formar el producto de cualquier escalar con cualquier vector, dando una función {\displaystyle \mathbb {R} \times V\rightarrow V}.

### Producto escalar
Un producto escalar es una función bilineal:
{\displaystyle \cdot :V\times V\rightarrow \mathbb {R} }
con las siguientes condiciones, que {\displaystyle v\cdot v>0} para todo {\displaystyle 0\not =v\in V}.
A partir del producto escalar, se puede definir una norma haciendo que {\displaystyle \|v\|:={\sqrt {v\cdot v}}}.
El producto escalar también permite definir un ángulo entre dos vectores:
{\displaystyle \cos \angle (v,w)={\frac {v\cdot w}{\|v\|\cdot \|w\|}}}
En el espacio euclídeo de dimensión {\displaystyle n}, el producto escalar estándar (llamado producto escalar) viene dado por:
{\displaystyle \left(\sum _{i=1}^{n}\alpha _{i}e_{i}\right)\cdot \left(\sum _{i=1}^{n}\beta _{i}e_{i}\right)=\sum _{i=1}^{n}\alpha _{i}\,\beta _{i}}

### Producto vectorial en el espacio tridimensional
El producto vectorial de dos vectores en tres dimensiones es un vector perpendicular a los dos factores, con una longitud igual al área del paralelogramo abarcado por los dos factores.
También se puede expresar informalmente  como el determinante:
{\displaystyle \mathbf {u\times v} ={\begin{vmatrix}\mathbf {i} &\mathbf {j} &\mathbf {k} \\u_{1}&u_{2}&u_{3}\\v_{1}&v_{2}&v_{3}\\\end{vmatrix}}}

### Composición de aplicaciones lineales
Una aplicación lineal se puede definir como una función f entre dos espacios vectoriales V y W con un cuerpo subyacente F, que satisface
{\displaystyle f(t_{1}x_{1}+t_{2}x_{2})=t_{1}f(x_{1})+t_{2}f(x_{2}),\forall x_{1},x_{2}\in V,\forall t_{1},t_{2}\in \mathbb {F} .}
Si solo se consideran espacios vectoriales de dimensión finita, entonces
{\displaystyle f(\mathbf {v} )=f\left(v_{i}\mathbf {b_{V}} ^{i}\right)=v_{i}f\left(\mathbf {b_{V}} ^{i}\right)={f^{i}}_{j}v_{i}\mathbf {b_{W}} ^{j},}
expresión en la que bV y bW denotan las bases de V y W, y vi denota las componentes de v en bVi, y se aplica el convenio de suma de Einstein.
Considérese ahora la composición de dos aplicaciones lineales entre espacios vectoriales de dimensión finita. Sea la aplicación lineal f la que aplica V sobre W, y sea la aplicación lineal g la que aplica W sobre U. Entonces, se puede obtener
{\displaystyle g\circ f(\mathbf {v} )=g\left({f^{i}}_{j}v_{i}\mathbf {b_{W}} ^{j}\right)={g^{j}}_{k}{f^{i}}_{j}v_{i}\mathbf {b_{U}} ^{k}.}
O en forma matricial:
{\displaystyle g\circ f(\mathbf {v} )=\mathbf {G} \mathbf {F} \mathbf {v} ,}
expresión en la que el elemento de la fila i, columna j de F, denotado por Fij, es fji, y Gij=gji.
La composición de más de dos aplicaciones lineales se puede representar de manera similar mediante una cadena de multiplicación de matrices.

### Producto de dos matrices
Dadas dos matrices
{\displaystyle A=(a_{i,j})_{i=1\ldots s;j=1\ldots r}\in \mathbb {R} ^{s\times r}} y {\displaystyle B=(b_{j,k})_{j=1\ldots r;k=1\ldots t}\in \mathbb {R} ^{r\times t}}
su producto está dado por
{\displaystyle B\cdot A=\left(\sum _{j=1}^{r}a_{i,j}\cdot b_{j,k}\right)_{i=1\ldots s;k=1\ldots t}\;\in \mathbb {R} ^{s\times t}}

### Composición de funciones lineales como producto matricial
Existe una relación entre la composición de funciones lineales y el producto de dos matrices. Para ver esto, sean r = dim(U), s = dim(V) y t = dim(W) las dimensiones (finitas) de los espacios vectoriales U, V y W. Sea {\displaystyle {\mathcal {U}}=\{u_{1},\ldots ,u_{r}\}} una base de U,
{\displaystyle {\mathcal {V}}=\{v_{1},\ldots ,v_{s}\}} una base de V y {\displaystyle {\mathcal {W}}=\{w_{1},\ldots ,w_{t}\}} una base de W. En términos de estas bases, sea
{\displaystyle A=M_{\mathcal {V}}^{\mathcal {U}}(f)\in \mathbb {R} ^{s\times r}} la matriz que representa f : U → V y
{\displaystyle B=M_{\mathcal {W}}^{\mathcal {V}}(g)\in \mathbb {R} ^{r\times t}} la matriz que representa g : V → W. Entonces,
{\displaystyle B\cdot A=M_{\mathcal {W}}^{\mathcal {U}}(g\circ f)\in \mathbb {R} ^{s\times t}}
es la matriz que representa {\displaystyle g\circ f:U\rightarrow W}.
En otras palabras: el producto matricial es la descripción en coordenadas de la composición de funciones lineales.

### Producto tensorial de espacios vectoriales
Dados dos espacios vectoriales de dimensión finita V y W, su producto tensorial puede definirse como un (2,0)-tensor que satisface:
{\displaystyle V\otimes W(v,m)=V(v)W(w),\forall v\in V^{*},\forall w\in W^{*},}
donde V* y W* denotan los espacios duales de V y W.
Para espacios vectoriales de dimensión infinita, también se tiene
- El producto tensorial de espacios de Hilbert
- El producto tensorial topológico

El producto tensorial, el producto externo y el producto de Kronecker transmiten la misma idea general. Las diferencias entre ellos son que el producto de Kronecker es simplemente un producto tensorial de matrices, con respecto a una base previamente fijada, mientras que el producto tensorial suele darse en su definición intrínseca. El producto externo es simplemente el producto de Kronecker, limitado a vectores (en lugar de matrices).

### Clase de todos los objetos con un producto tensorial
En general, siempre que se tengan dos objetos matemáticos que se puedan combinar de manera que se comporten como un producto tensorial en álgebra lineal, entonces esto se puede entender de manera más general como el producto interno de una categoría monoidal. Es decir, la categoría monoidal captura precisamente el significado de un producto tensorial, la noción de por qué los productos tensoriales se comportan de la manera en que lo hacen. Más precisamente, una categoría monoidal es la clase de todas las cosas (de un tipo dado) que tienen un producto tensorial.

### Otros productos en álgebra lineal
Otros tipos de productos en álgebra lineal incluyen:
- El producto de Hadamard
- El producto de Kronecker
- El producto de tensores:
  - El producto exterior
  - El producto interior
  - El producto externo
  - El producto tensorial

## Producto cartesiano
En teoría de conjuntos, un producto cartesiano es una operación que devuelve un conjunto (o conjunto de productos) de varios conjuntos. Es decir, para los conjuntos A y B, el producto cartesiano A × B es el conjunto de todos los pares ordenados (a, b), en los que a ∈ A y b ∈ B.
La clase de todas las cosas (de un tipo dado) que tienen productos cartesianos se llama categoría cartesiana, que en su mayoría se trata de categorías cartesianas cerradas. Los conjuntos son un ejemplo de tales objetos.

## Producto vacío
El producto vacío en los números y la mayoría de las estructuras algebraicas tiene el valor de 1 (el elemento de identidad de la multiplicación), al igual que la suma vacía tiene el valor de 0 (el elemento de identidad de la adición). Sin embargo, el concepto de producto vacío es más general y requiere un tratamiento especial en lógica, teoría de conjuntos, programación y teoría de categorías.

## Productos sobre otras estructuras algebraicas
Los productos sobre otros tipos de estructura algebraica incluyen:
- El Producto cartesiano de conjuntos
- El producto directo de grupos, y también el producto semidirecto, el producto de Zappa-Szép y el producto en corona
- El producto libre de grupos
- El producto de anillos
- El producto de ideales
- El producto de espacios topológicos[1]
- El producto de Wick de variable aleatoria
- El producto cap, el producto cup y el producto de Massey en topología algebraica
- El producto excepcional y la unión puntual (a veces llamada producto de cuña) en homotopía

Algunos de los productos anteriores son ejemplos de la noción general de un producto interno en una categoría monoidal, mientras que el resto se pueden describir mediante la noción general de un producto en la teoría de categorías.

## Productos en la teoría de categorías
Todos los ejemplos anteriores son casos especiales o ejemplos de la noción general de un producto. Para el tratamiento general del concepto de producto, véase producto en teoría de categorías, que describe cómo combinar dos objetos de algún tipo para crear un objeto, posiblemente de un tipo diferente. Pero también, en teoría de categorías, se tiene:
- El producto de fibra o retroceso
- La categoría producto, un producto de categorías
- El ultraproducto en teoría de modelos
- El producto interno de una categoría monoidal, que captura la esencia de un producto tensorial

## Otros productos
- La integral multiplicativa de una función (como equivalente continuo del producto de una sucesión o como la versión multiplicativa de la integral normal/estándar/aditiva. La integral del producto también se conoce como producto continuo o multiplicativo)
- La multiplicación compleja, dentro de la teoría de curvas elípticas